# Liste von Persönlichkeiten aus Hiroshima
Diese Liste zählt Personen auf, die in der japanischen Stadt Hiroshima geboren wurden oder längere Zeit vor Ort gewirkt haben.

## A
- Akira Abe (1934–1989), Schriftsteller
- Abe Kōmei (1911–2006), Komponist
- Hiroyuki Agawa (1920–2015), Schriftsteller
- Hiromi Akiyama (1937–2012), Bildhauer

## E
- Hugo Makibi Enomiya-Lassalle (1898–1990), Jesuitenpriester

## F
- Fujikawa Yū (1865–1940), Arzt und Medizinhistoriker
- Yūzan Fujita (1949–2015), Politiker
- Kōji Funamoto (* 1942), Fußballspieler
- Atsuyoshi Furuta (* 1952), Fußballspieler

## H
- Mike Havenaar (* 1987), Fußballspieler
- Toshihiko Hayashi (1931–2010), Friedensaktivist
- Seiya Hayata (* 1995), Eishockeyspieler
- Shuntarō Hida (1917–2017), Arzt
- Yasutaka Hinoi (* 1969), Autorennfahrer
- Eikō Hosoe (1933–2024), Fotograf und Filmproduzent
- Toshio Hosokawa (* 1955), Komponist
- Hiroaki Hiraoka (* 1985), Judoka

## I
- Kazuo Imanishi (* 1941), Fußballspieler und -trainer
- Kokoro Isomura (* 2003), Tennisspieler
- Kunie Iwahashi (1934–2014), Schriftstellerin

## K
- Hayato Kanda (* 2002), Fußballspieler
- Katō Tomosaburō (1861–1923), Politiker
- Takumu Kawamura (* 1999), Fußballspieler
- Kentaro Kawatsu (1914–1970), Schwimmer
- Arawa Kimura (1931–2007), Fußballspieler
- Ayako Kimura (* 1988), Leichtathletin
- Isao Kimura (1923–1981), Schauspieler
- Kazushi Kimura (* 1958), Fußballspieler
- Yoshihide Kiryū (* 1995), Leichtathlet
- Fumio Kishida (* 1957), Politiker
- Yukio Kitahara (* 1957), Dirigent
- Fumiyo Kōno (* 1968), Mangaka
- Sota Koshimichi (* 2004), Fußballspieler
- Yasuyuki Kuwahara (1942–2017), Fußballspieler
- Takayuki Kuwata (* 1941), Fußballspieler

## M
- Tomoaki Makino (* 1987), Fußballspieler
- Maruki Iri (1901–1995), Maler
- Shimose Masachika (1860–1911), Chemiker, Entwickler des Shimose-Schießpulvers
- Erika Matsunami (* 1963), japanisch-deutsche Tänzerin, Bildhauerin, Video-, Installations- und Performancekünstlerin
- Makoto Mimura (* 1989), Fußballspieler
- Issey Miyake (1938–2022), Modedesigner
- Kazuyuki Morisaki (* 1981), Fußballspieler
- Kōji Morisaki (* 1981), Fußballspieler
- Masato Morishige (* 1987), Fußballspieler
- Hiroaki Morishima (* 1972), Fußballspieler
- Yōko Morishita (* 1948), Ballerina

## N
- Ken Naganuma (1930–2008), Fußballspieler
- Naitō Katsutoshi (1895–1969), Ringer
- Yotaro Nakajima (* 2006), Fußballspieler
- Suzuka Nakamoto (* 1997), Metalsängerin
- Keiji Nakazawa (1939–2012), Mangaka
- Taniguchi Naomi (1870–1941), Seeoffizier der Kaiserlich Japanischen Marine
- Yoshinori Natsume (* 1975), Mangaka
- Makoto Ninomiya (* 1994), Tennisspielerin
- Tetsuo Nishimoto (* 1950), Volleyballspieler

## O
- Aritatsu Ogi (* 1942), Fußballspieler
- Nobuyuki Ōishi (* 1939), Fußballspieler
- Osanai Kaoru (1881–1928), Schriftsteller und Übersetzer
- Katsue Ōtoshi (1929–2014), Maler
- Eiji Ōue (* 1957), Dirigent

## S
- Sadako Sasaki (1943–1955), Überlebende des Atombombenabwurfs
- Hideki Seo (1974–2024), japanisch-französischer Modedesigner und Künstler
- Kōji Shimizu (* 1969), Leichtathlet
- Takashi Shimoda (* 1975), Fußballspieler
- Kaneto Shindō (1912–2012), Filmregisseur und Drehbuchautor
- Miho Shingū (* 1991), Leichtathletin
- Yōji Shinkawa (* 1971), Grafiker und Konzeptkünstler
- Tomohiro Shinno (* 1996), Hochspringer
- Shōda Shinoe (1910–1965), Dichterin
- Katsuyoshi Shintō (* 1960), Fußballspieler
- Sugimura Haruko (1909–1997), Schauspielerin
- Nobuhiro Suwa (* 1960), Filmregisseur, Drehbuchautor und Filmschauspieler

## T
- Shunya Takayama (* 1994), Hürdenläufer
- Hiroko Takenishi (* 1929), Schriftstellerin
- Araki Takeshi (1916–1994), Politiker
- Dai Tamesue (* 1978), Leichtathlet
- Hara Tamiki (1905–1951), Schriftsteller
- Ryō Tanada (* 2003), Fußballspieler
- Yukinori Taniguchi (* 1968), Rennfahrer und Geschäftsmann
- Kumi Tanioka (* 1974), Pianistin und Komponistin
- Yūsuke Tasaka (* 1985), Fußballspieler
- Tee (* 1982), Popsänger
- Hisashi Tsuji (1884–1974), Maler

## W
- Kōsei Wakimoto (* 1994), Fußballspieler
- Hidemaro Watanabe (1924–2011), Fußballspieler
- Masashi Watanabe (1936–1995), Fußballspieler
- Daiki Watari (* 1993), Fußballspieler

## Y
- Keiichi Yamada (* 1964), Wrestler bekannt als Jushin Liger
- Ryōta Yamagata (* 1992), Leichtathlet
- Tsutomu Yamaguchi (1916–2010), Überlebender des Atombombenabwurfs
- Hideo Yoshihara (1931–2007), Künstler
- Hidehiko Yuzaki (* 1965), Politiker